# 4448 Філдевіс
4448 Філдевіс (4448 Phildavis) — астероїд головного поясу, відкритий 5 березня 1986 року.
Тіссеранів параметр щодо Юпітера — 3,378.